# Le Nouveau Stagiaire
Pour plus de détails, voir Fiche technique et Distribution.
Le Nouveau Stagiaire ou Le Stagiaire au Québec (The Intern) est une comédie dramatique américaine écrit et réalisé par Nancy Meyers, sortie en 2015.
Le film a reçu des critiques mitigées de la part des critiques, bien que les performances de De Niro et Hathaway aient été saluées, et obtient un modeste succès commercial dans le monde entier.

## Synopsis
Ben Whittaker (Robert De Niro), veuf de 70 ans et ancien cadre de DEX One (en), s'ennuie à la retraite. Il postule pour un poste de stagiaire senior dans une start-up de mode en ligne en plein essor, About The Fit, à Brooklyn.
Ben impressionne tout le monde et est l’un des trois stagiaires seniors recrutés. Il est assigné à Jules Ostin (Anne Hathaway), la PDG, qui, d’abord sceptique, l’ignore. Cependant, Ben gagne l’estime de ses collègues grâce à son amabilité et ses précieux conseils sur le travail et la vie.
Un jour, Ben range le bureau qui sert de débarras aux employés, ce qui lui vaut sa reconnaissance. Après le travail, il remarque que le chauffeur de Jules a bu, le convainc de partir, et conduit Jules chez elle. Il devient ainsi son chauffeur régulier. Lors de leur premier trajet, Ben pose des questions personnelles, ce qui pousse Jules à demander à son adjoint Cameron de le réassigner. Mais après avoir dîné avec lui le soir même au bureau et en avoir appris plus sur Ben (il a travaillé 40 ans dans le même bâtiment qu’occupe About The Fit), Jules revient sur sa décision, s’excuse et le réintègre.
Peu à peu, Jules confie à Ben des tâches et il l’aide à alléger sa charge de travail. Parallèlement, Ben entame une relation avec Fiona, la masseuse de l’entreprise. Lorsqu’un email critique destiné à sa mère est envoyé par erreur, Ben aide à l’effacer en pénétrant par effraction chez elle avec des collègues, évitant de justesse la police.
Ben découvre aussi la famille de Jules : son mari Matt (Anders Holm) a abandonné sa carrière pour être père au foyer de leur fille Paige lorsque About The Fit a décollé. Cependant, leur mariage se fragilise et Ben découvre que Matt a une liaison.
Sous pression de ses investisseurs, Jules envisage de céder son poste de PDG à un candidat externe, pensant que cela lui permettra de passer plus de temps en famille. Lors d’un voyage à San Francisco pour rencontrer un potentiel remplaçant, Jules confie à Ben qu’elle est au courant de l’infidélité de Matt mais n’a pas encore affronté la situation. Ben lui confie qu'il a lui aussi surpris Matt et lui explique qu'elle n'a pas à abandonner son entreprise pour sauver sa vie de famille et qu'elle n'est pas responsable de l'infidélité de Matt.
Prête à sauver son mariage, Jules décide d’embaucher le nouveau PDG, mais Ben l’encourage à réfléchir à tout ce qu’elle a accompli avec About The Fit. Matt vient la voir au bureau pour s’excuser, lui exprimer sa honte et son désir de la soutenir dans ses rêves.
Jules cherche Ben pour lui annoncer qu’elle a changé d’avis. Elle le trouve en train de pratiquer le tai-chi et décide de se joindre à lui, s’autorisant enfin à se détendre.

## Fiche technique
Sauf indication contraire, les informations mentionnées dans cette section peuvent être confirmées par la base de données cinématographiques IMDb,  présente dans la section « Liens externes ».
- Titre original : The Intern
- Titre français : Le Nouveau Stagiaire
- Titre québécois : Le Stagiaire
- Réalisation et scénario : Nancy Meyers
- Musique : Theodore Shapiro
- Direction artistique : W. Steven Graham et Doug Huszti
- Décors : Kristi Zea
- Costumes : Jacqueline Oknaian
- Photographie : Stephen Goldblatt et Terry Stacey (seconde équipe)[réf. nécessaire]
- Montage : Robert Leighton
- Production : Suzanne McNeill Farwell et Nancy Meyers
  - Production déléguée : Celia D. Costas et Steven Mnuchin
  - Production associée : Stefan Mentz et Christin Mizelle
- Société de production : Waverly Films
- Société de distribution : Warner Bros.
- Budget : 35 millions de dollars US[1]
- Pays d'origine :  États-Unis
- Langue originale : anglais
- Durée : 121 minutes
- Genre : comédie dramatique
- Dates de sortie :
  - Belgique : 15 septembre 2015 (Festival du film d'Ostende) ; 30 septembre 2015 (sortie nationale)
  - États-Unis : 25 septembre 2015
  - France : 7 octobre 2015

## Distribution
- Robert De Niro (VF : Jacques Frantz ; VQ : Jean-Marie Moncelet) : Ben Whittaker
- Anne Hathaway (VF : Caroline Victoria ; VQ : Geneviève Désilets) : Jules Ostin

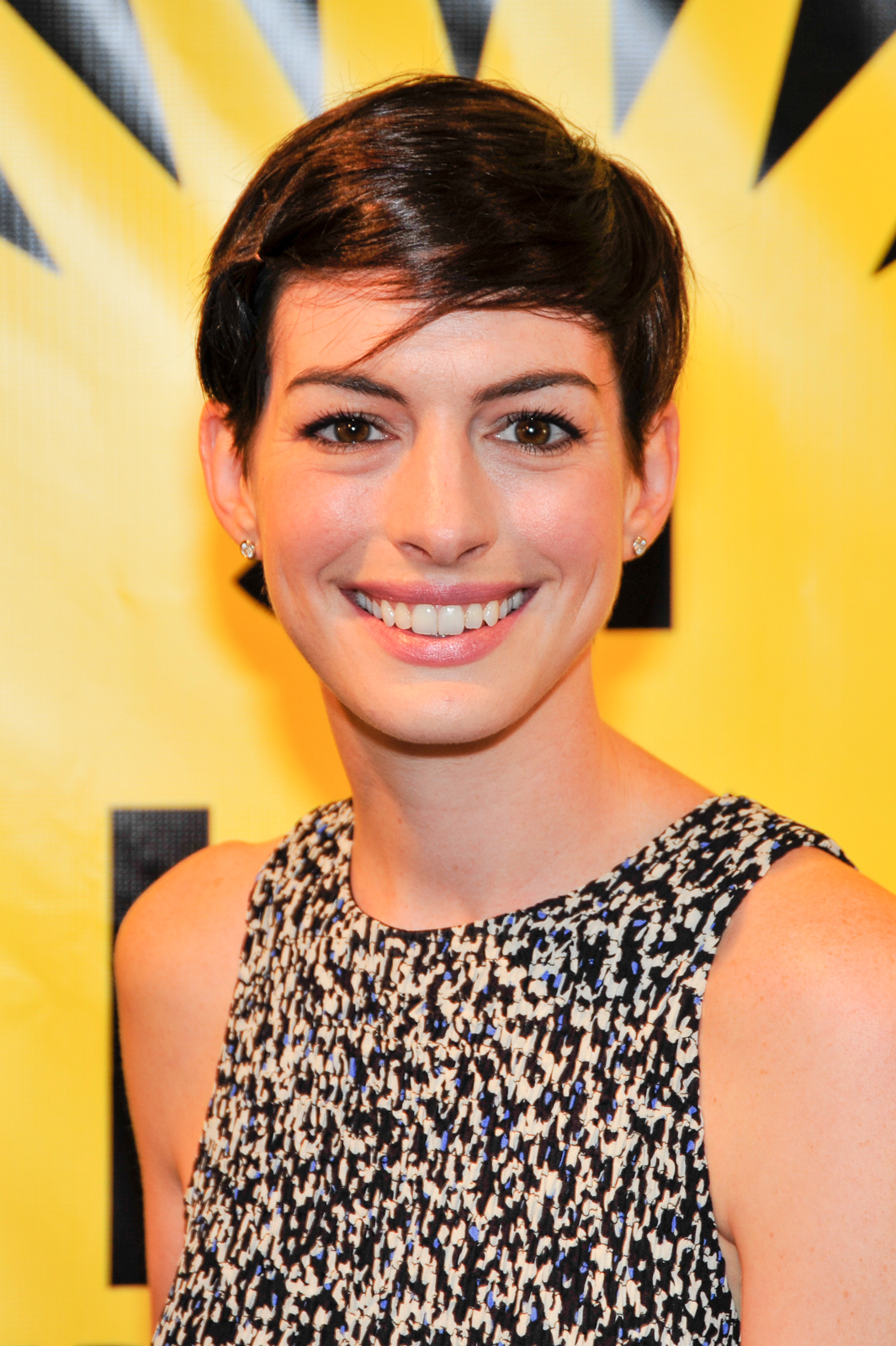
L'actrice principale Anne Hathaway, l'année de tournage du film.

- Rene Russo (VF : Véronique Augereau ; VQ : Hélène Mondoux) : Fiona, la masseuse de la société
- Anders Holm (VF : Benoît DuPac ; VQ : Frédérik Zacharek) : Matt, le mari de Jules
- JoJo Kushner (VQ : Alexandra Sicard) : Paige, la fille de Jules
- Andrew Rannells (VF : Adrien Larmande ; VQ : Gabriel Lessard) : Cameron
- Adam DeVine (VF : Fabrice Trojani ; VQ : Louis-Philippe Berthiaume) : Jason
- Zack Pearlman (VF : Jérôme Wiggins ; VQ : Olivier Visentin) : Davis
- Jason Orley (VF : Hervé Rey ; VQ : Dany Boudreault) : Lewis
- Christina Scherer (VF : Delphine Rivière ; VQ : Catherine Bonneau) : Becky
- Nat Wolff (VF : Julien Bouanich ; VQ : Xavier Dolan) : Justin
- Linda Lavin (VF : Françoise Pavy ; VQ : Élizabeth Chouvalidzé) : Patty
- Celia Weston (VF : Caroline Jacquin ; VQ : Élise Bertrand) : Doris
- Steve Vinovich (VF : Eric Hémon) : Miles
- C. J. Wilson (VF : Sébastien Ossard) : Mike
- Molly Bernard (VF : Julia Boutteville) : Samantha
- Christine Evangelista (VF : Zina Khakhoulia) : Mia
- Peter Vack (VF : Yann Peira) : Robby
- Mary Kay Place (VF : Marie-Madeleine Burguet-Le Doze) : la mère de Jules
- Drena De Niro : la directrice de l'hôtel
- George Merrick : un homme d'affaires

Version française
- - Société de doublage : Dubbing Brothers
  - Direction artistique : Béatrice Delfe
  - Adaptation : Bruno Chevillard

## Production

### Choix des interprètes
Robert de Niro et Anne Hathaway n'étaient pas les premiers choix de la réalisatrice : à l'origine, elle avait prévu de confier le rôle de Ben à Michael Caine, puis à Jack Nicholson ; et celui de Jules, à Tina Fey, puis à Reese Witherspoon.
Anne Hathaway devait porte une perruque, car elle a dû se raser la tête lors du tournage pour Les Misérables.

## Accueil

### Festival et sorties
Le film est sélectionné et projeté en avant-première mondiale au festival du film d'Ostende en Belgique, le 15 septembre 2015, avant sa sortie nationale le 30 septembre 2015. Aux États-Unis, il sort le 25 septembre 2015. En France, il sort le 7 octobre 2015.

### Box-office
- États-Unis : 75 764 672 dollars US[3]
- France : 432 282 entrées[1]
- Mondial : 193 464 672 dollars[3]

## Distinctions
Sauf indication contraire, les informations mentionnées dans cette section peuvent être confirmées par la base de données cinématographiques IMDb,  présente dans la section « Liens externes ».

### Récompense
- AARP Movies for Grownups Awards 2016 : Meilleur film

### Nominations
- Teen Choice Awards 2016 :
  - Meilleur film de comédie
  - Meilleure actrice dans une comédie pour Anne Hathaway
- Critics' Choice Movie Awards 2016 : Meilleur acteur dans une comédie pour Robert De Niro